# Spercenigo
Spercenigo (Spersenígo o Sperçenígo in veneto) è una frazione del comune di San Biagio di Callalta, in provincia di Treviso.

## Geografia fisica
Spercenigo è situata a sud del capoluogo comunale da cui dista circa 3 km. Il centro abitato e il territorio circostante sono attraversati dal fiume Musestre che scorre da nord a sud. Verso sud confina con il comune di Roncade e verso sud-ovest con il comune di Silea.

## Origini del nome
Il toponimo deriva dal latino super coenum vicus che significa "villaggio sulla palude".

## Storia

### Preistoria
Data la vicinanza della località di San Andrea del Riul si può affermare che la presenza dell'uomo in Spercenigo sia da riferire almeno al neolitico. In quei luoghi infatti sono emersi reperti databili tra la fine del V e gli inizi de VI millennio a.C. Nella stessa Spercenigo sono stati ritrovati un'anfora ed un'urna funeraria da riferire al periodo paleoveneto.

### L'epoca romana
In epoca romana l'insediamento umano fu favorito dalla vicinanza della via Claudia Augusta Altinate e dalla presenza del fiume Musestre, che può essere percorso da modeste imbarcazioni sino alla foce sul Sile e più a valle sino alla laguna di Venezia. Questo territorio era compreso nell'agro Altinate orientale.

### Il medioevo
Il nome Spercenigo compare per la prima volta su una bolla di papa Gregorio IX del 1231 che attribuiva la cappella di"Sancti Bartholomei de Spercenico" come beni dell'Abbazia di Sant'Eustachio di Nervesa.
Nel corso del Medioevo, Spercenigo fu sotto la signoria dei conti di Collalto. Nella vicina località Castello esisteva allora una fortificazione della famiglia poi venduta ai Sanzi nel 1316. I Collalto rimanevano comunque signori di gran parte dei terreni della zona.
In età comunale fu soggetta a Treviso.

### La Serenissima
Dopo una breve sottomissione agli Scaligeri, Treviso venne conquistata definitivamente nel 1338 alla Repubblica di Venezia. Dopo un primo periodo di incertezza, la pace e la sicurezza portarono una nuova stagione di sviluppo economico nella zona. L'attività dei cantieri navali di Venezia, richiedeva un crescente consumo di legname che veniva prelevato dai boschi della pianura. Da Spercenigo il legname veniva trasportato via fiume fino alla laguna. Fu in questo periodo che le nobili famiglie veneziane trovano nell'ormai sicuro territorio dell'entroterra la sede per costruzioni di villeggiatura oltre che di servizio alle nuove attività legate alla coltivazione delle fertili campagne.

### Da Napoleone all'Unità d'Italia
Spercenigo per un periodo fece comune a sé stante con le altre frazioni di Biancade, Nerbon, S. Florian, poi soppresso in data 31.01.1877 con Regio Decreto n. 3782; le frazioni di Spercenigo, Nerbon e San Florian (ora Olmi) vennero accorpate al comune di San Biagio di Callalta, mentre quella di Biancade passò al Comune di Roncade.

## Monumenti e luoghi d'interesse

### La chiesa parrocchiale
La chiesa parrocchiale di Spercenigo è intitolata a San Bartolomeo. Costituita da una sola navata, essa presenta la facciata in stile neoclassico orientata verso ovest. Il presbiterio allungato ospita un'abside semicircolare. Il campanile, in stile rinascimentale, è in posizione nord, staccato dalla chiesa.

### Villa Caotorta Marzotto
Residenza settecentesca della famiglia patrizia veneziana dei Caotorta, attualmente di proprietà privata.

### Villa Bressanin Slocovich, detta "La Pioppeta"
Residenza padronale ottocentesca, circondata da un giardino secolare.